# Posticciola
Posticciola è una frazione del comune laziale di Rocca Sinibalda, in provincia di Rieti.

## Geografia

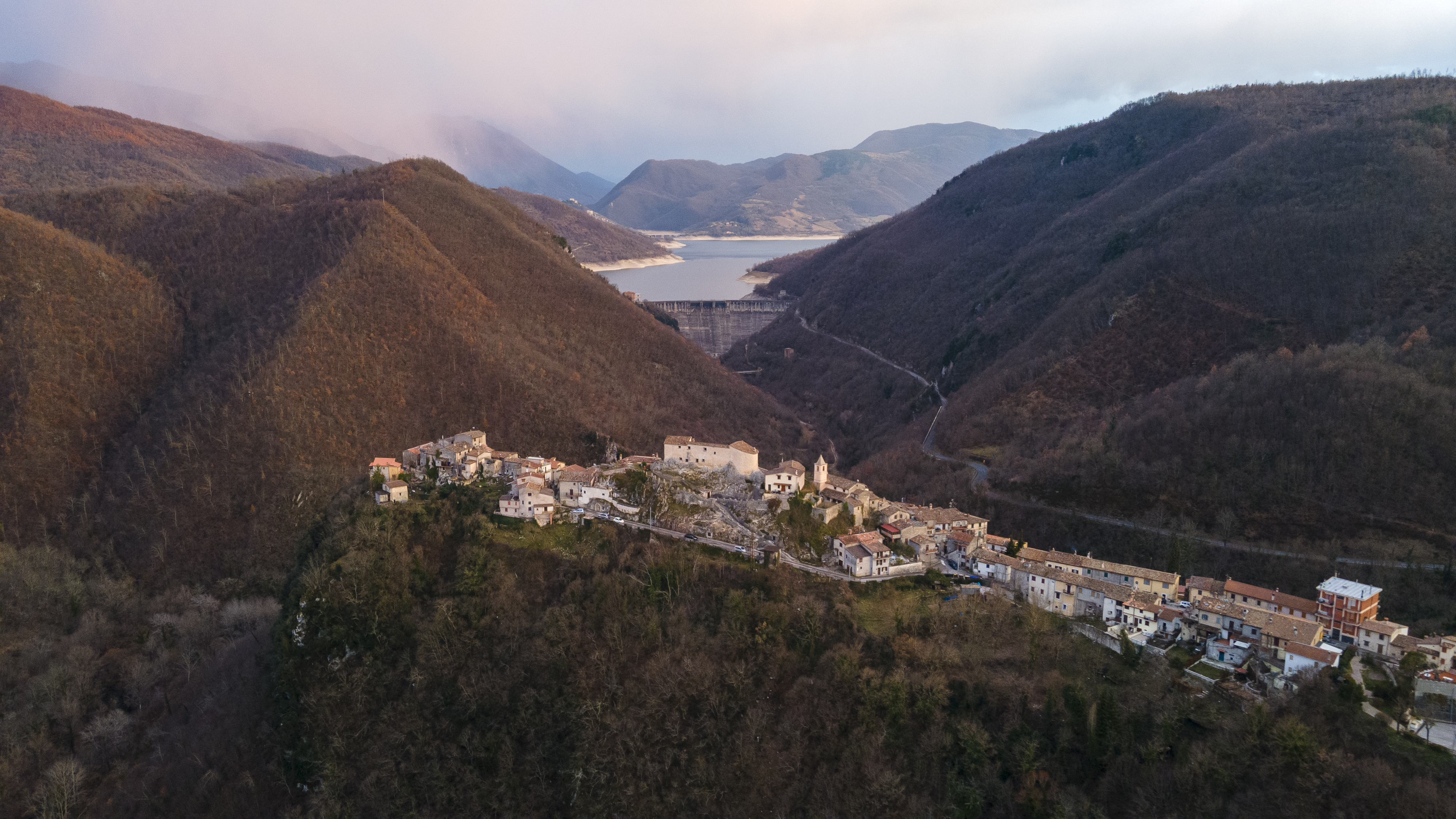
Posticciola e la diga del Lago del Turano viste dall'alto.

Il paese sorge a breve distanza dalla diga sul lago del Turano, che perciò è anche detto Lago di Posticciola. Fra i centri abitati più vicini vi sono Stipes (frazione di Ascrea), Colle di Tora, Castel di Tora e Rocca Sinibalda.

## Storia
Sorge nei pressi dell'area archeologica dell'antica città Trebula Mutuesca (oggi Monteleone Sabino) e potrebbe costituirne il nucleo originario pre-romano; questa ipotesi è supportata dai numerosi resti architettonici romani nella zona, visibili dalle strade cittadine più esterne sulle pendici dei monti limitrofi, e simboleggiate dall'antico Ponte romano, detto Ponte vecchio, raggiungibile con una breve passeggiata scendendo dal paese. Anticamente stazione di posta e luogo di transito della transumanza, conserva bene l'impianto di paese medievale sabino.
La prima testimonianza storica del paese risale all'898, ma l'attuale nome sembra di origine più recente: ne abbiamo nota nel 1844 e sembra derivare dall'unione dei nomi dei due abitati limitrofi Posta e Roccucciola.
Il paese fu feudo dei Brancaleoni; in seguito fu assegnato ai Belloni, e da essi venne trasmesso ai Cavalletti, i quali lo tennero fino all'eversione della feudalità.
Comune a sé stante fino al 1876,  da quell'anno è aggregato al comune di Rocca Sinibalda.

## Monumenti e luoghi d'interesse
Oltre al già ricordato Ponte vecchio, fuori dall'abitato, il paese conserva un fortilizio, appartenuto alla famiglia Mareri in epoca medievale fino al 1600, con una parentesi in cui appartenne ai Colonna. Il palazzo, in seguito passato di mano in mano sotto il dominio di altri casati fino all'Ottocento, versò quindi in stato di abbandono fino a quando la famiglia Solivetti lo restaurò. Il fortilizio non è visitabile ma compare all'improvviso passeggiando per le strette vie del paese, alcune scavate direttamente nella roccia.
La chiesa di Santa Maria Assunta Immacolata sorge al centro del paese e da lì partono le processioni delle cerimonie religiose. Fino a pochi anni fa conservava un organo del Catarinozzi, una volta appartenente al monastero di Sant'Agnese di Rieti, e nell'Ottocento regalato alla Chiesa di Posticciola. La Chiesa dal 1824 svolse l'attività di avviamento dei fanciulli ai primi anni di seminario, ma una lapide trovata nel giardino pensile della chiesa, e datata 1644, mostra questa funzione in epoche precedenti.

## Cultura

### Musei
Nella frazione è ospitato il Museo delle tradizioni contadine ed artigiane.

## Galleria d'immagini

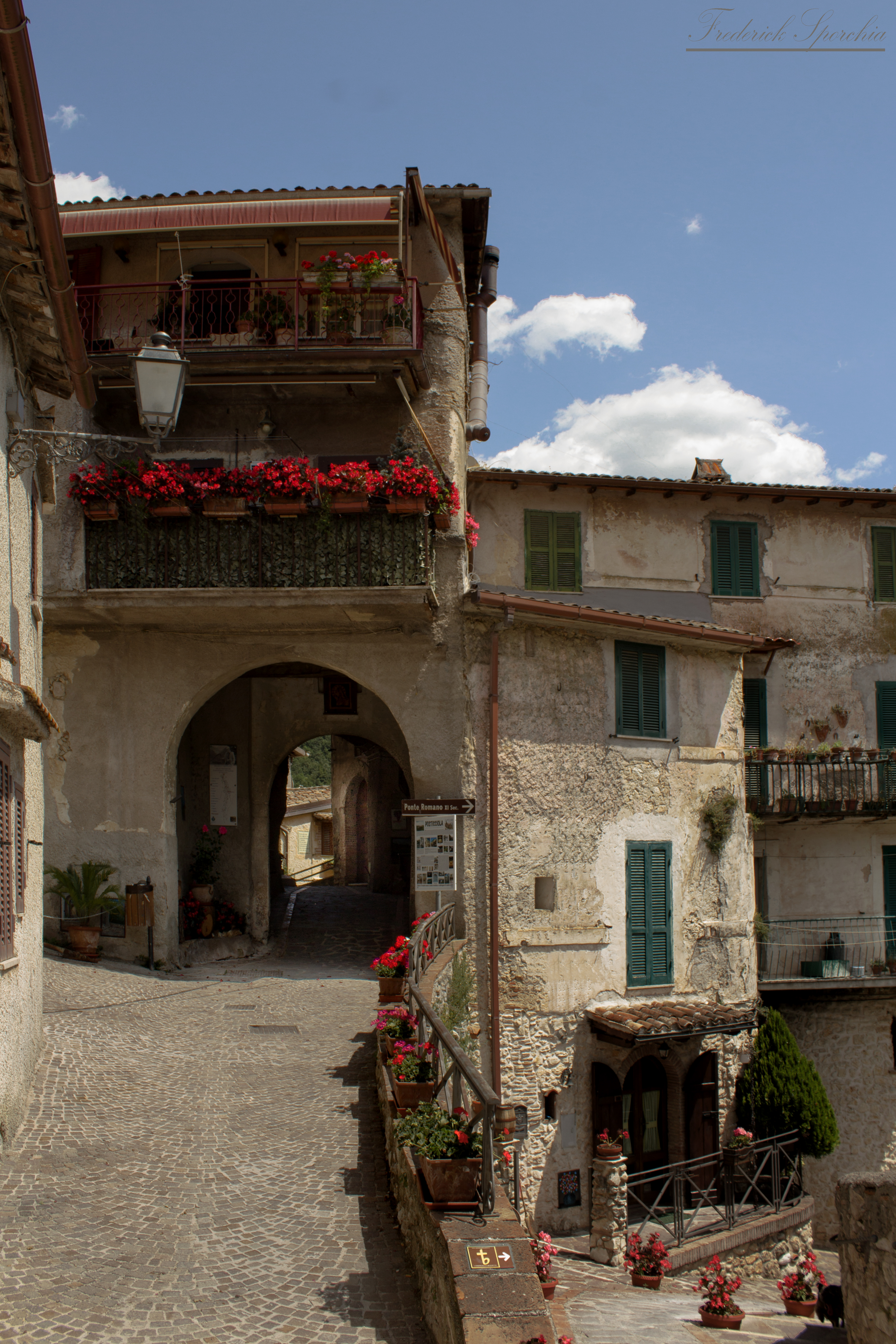
Case nel borgo
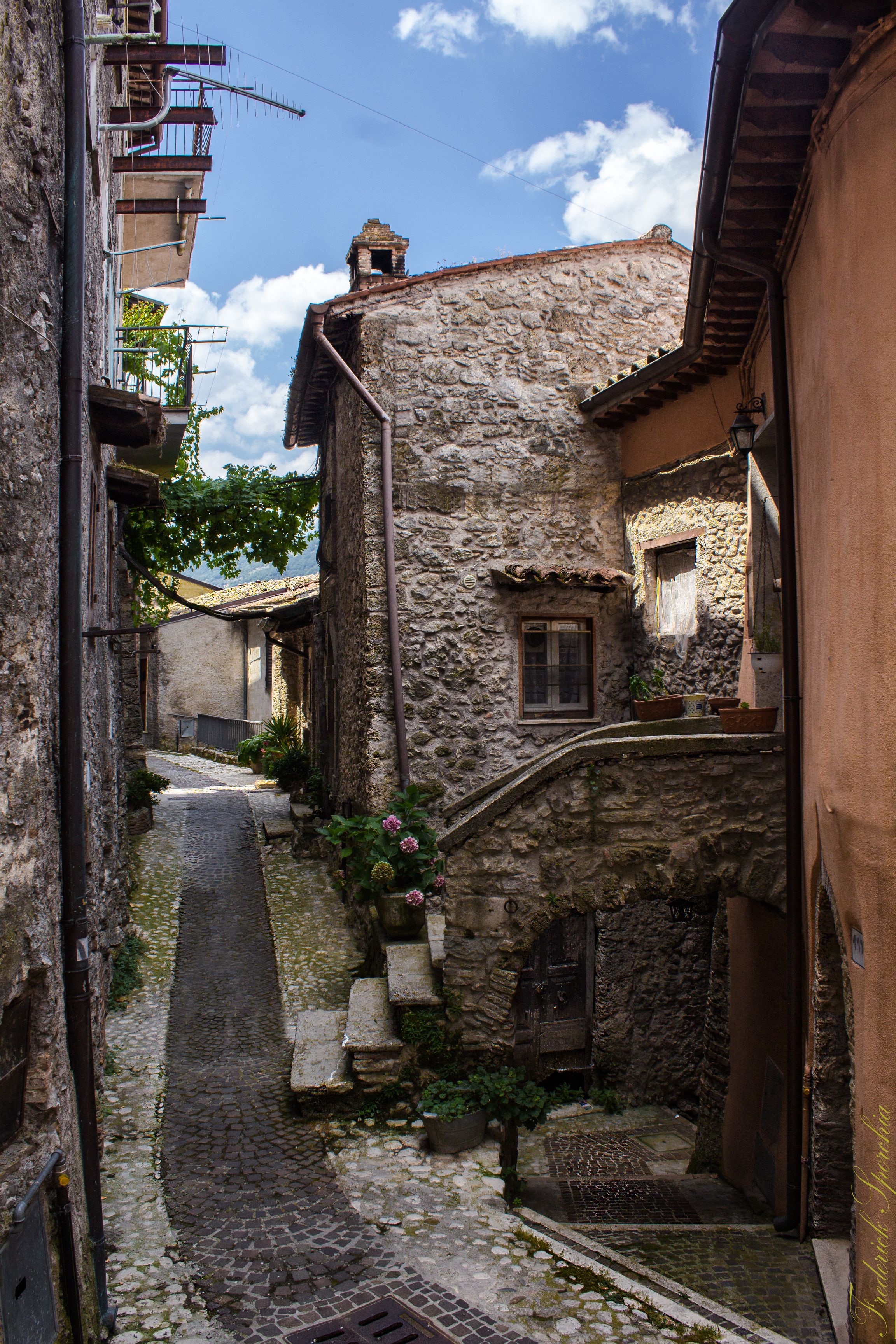
Case nel borgo
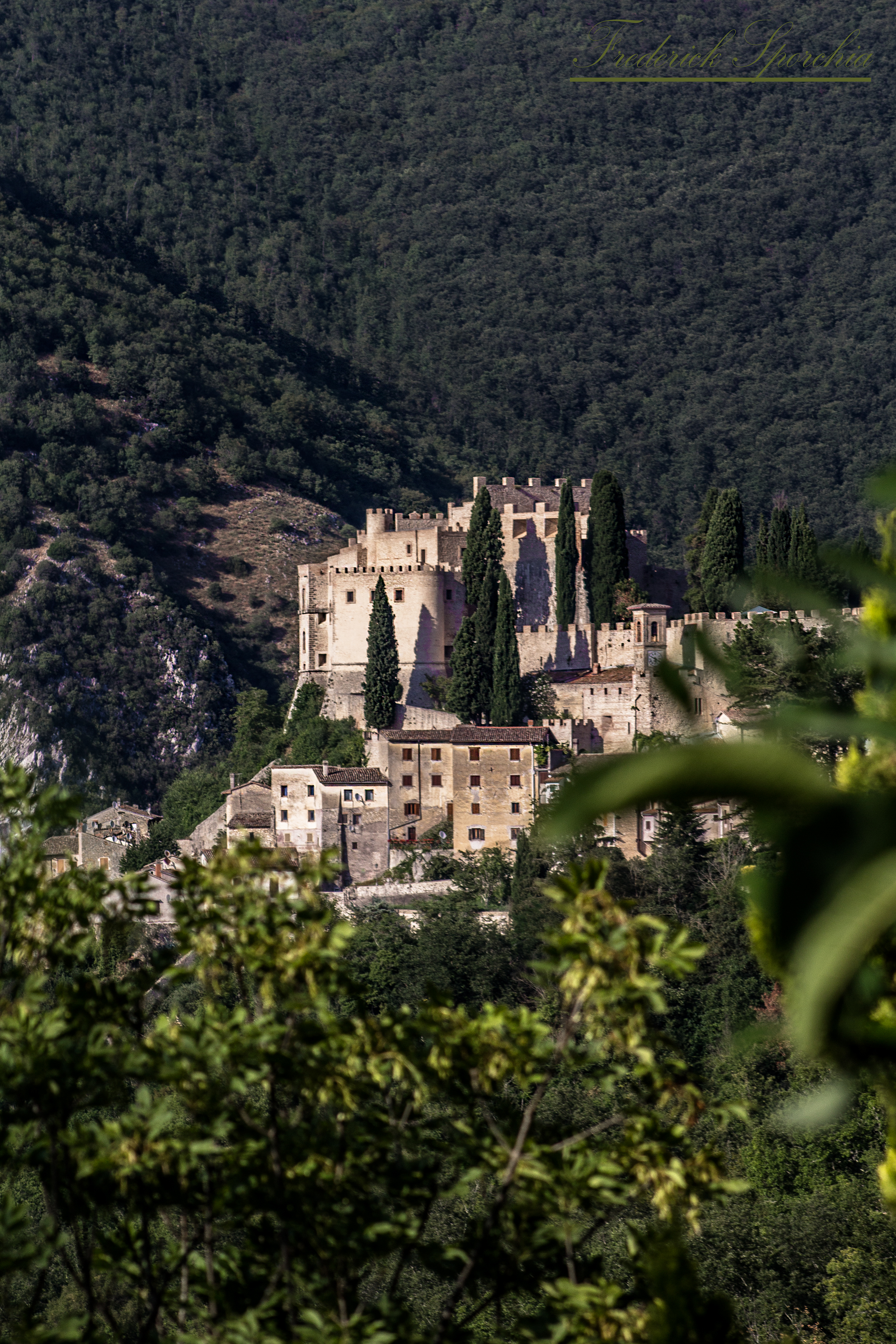
Il castello
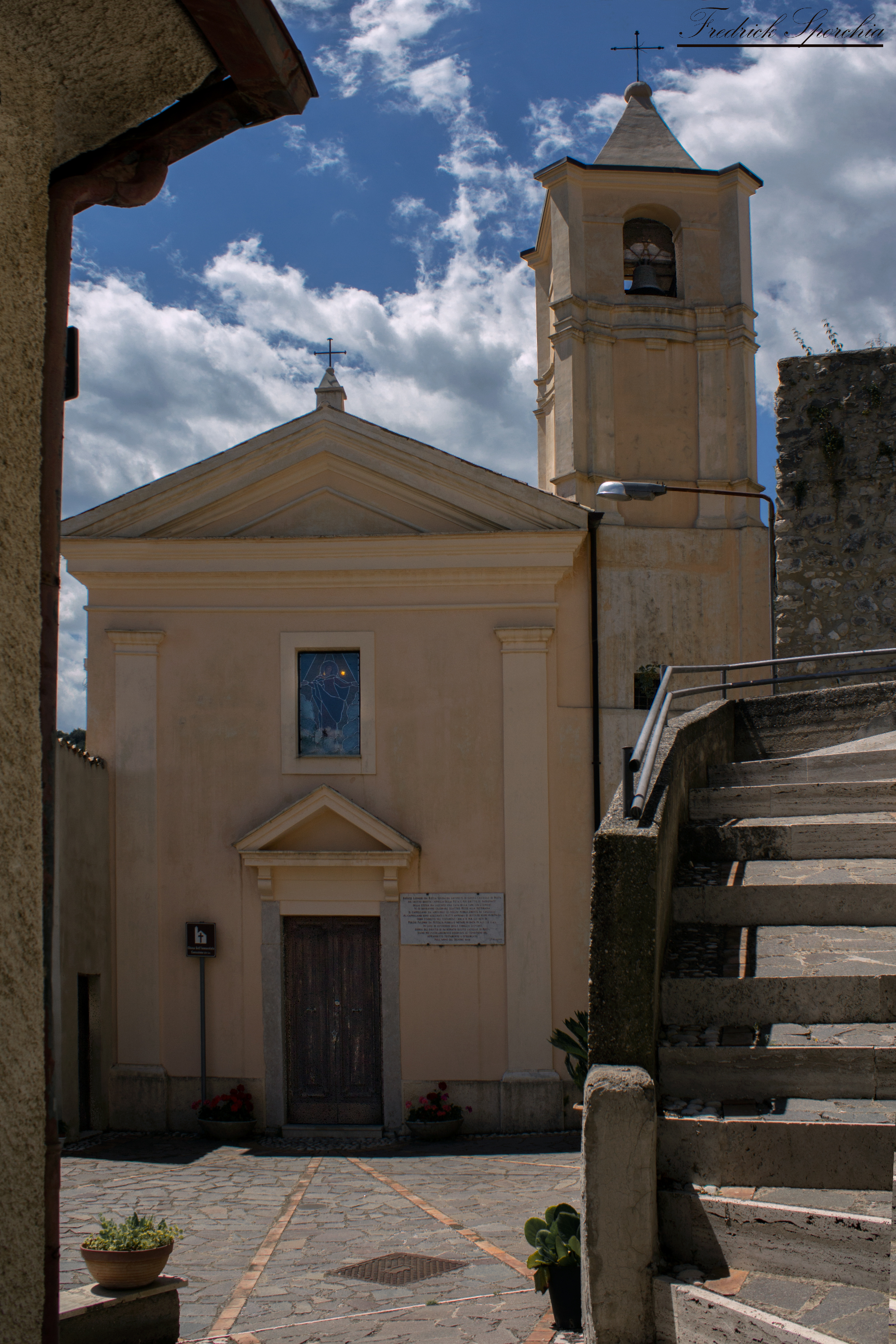
Chiesa di Santa Maria Assunta Immacolata
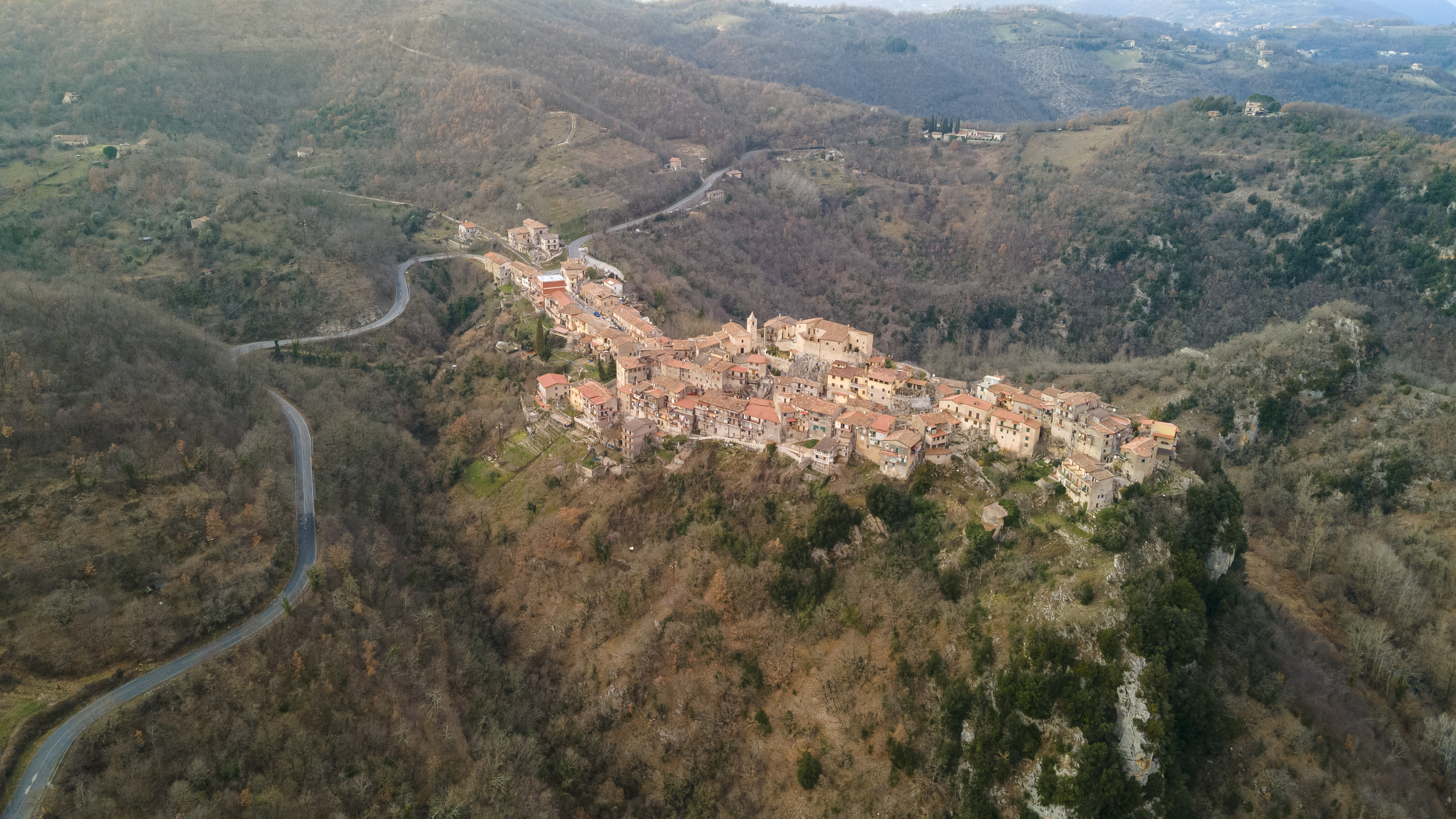
Posticciola vista dall'alto con un drone.